# Sächsischer S 1
Mit der Bahnnummer S 1 bezeichneten die Königlich Sächsischen Staatseisenbahnen einen zweiachsigen Dampftriebwagen der Bauart Serpollet.

## Geschichte
Der Triebwagen wurde 1903 von der Maschinenfabrik Esslingen für die Königlich Sächsischen Staatseisenbahnen erbaut. Ähnliche Fahrzeuge waren bereits an die Kgl. Württembergischen Staats-Eisenbahnen als Reihe DW geliefert worden.
Wegen ungenügender Dampfentwicklung bewährte sich das Fahrzeug nicht. Sein Verbleib ist unbekannt.
Ein weitgehend baugleiches Fahrzeug wurde 1902 auch an die Uerikon-Bauma-Bahn UeBB in der Schweiz geliefert. Dieser Triebwagen blieb erhalten und ist heute betriebsfähiges Museumsfahrzeug der SBB Historic. 

## Technische Merkmale
Der Triebwagen besaß einen Zwangdurchlaufkessel der Bauart Serpollet, der mit einem maximalen Dampfdruck von 94 bar betrieben wurde. Die Speisepumpe wurde direkt von der Dampfmaschine angetrieben, sodass jeweils eine genau dosierte Menge Wasser in den Kessel gespeist wurde.
Zur Lagerung des Triebwerkes diente ein eigener Außenrahmen, ansonsten war das Fahrzeug entsprechend normalen Reisezugwagen aufgebaut. Die Abbremsung des Triebwagens erfolgte mit einer Wurfhebelbremse.